# Nea Peramos (Pangeo)
Nea Peramos (griechisch Νέα Πέραμος (f. sg.)) ist ein griechischer Stadtbezirk in der Region Ostmakedonien und Thrakien. Er ist Verwaltungssitz des Gemeindebezirks Eleftheres. Der Stadtbezirk hat 3532 Einwohner und setzt sich aus der Stadt Nea Peramos (3514 Einwohner) und den beiden südwestlich gelegenen Orten Agios Athanasios (13 Einwohner) und Agia Marina (5 Einwohner) zusammen. Die Einwohner leben hauptsächlich vom Landbau und zum Teil vom Tourismus. 
Nea Peramos liegt an der Bucht von Eleftheres mit den vorgelagerten kleinen Inseln Petrani und Drogkos. 500 m südlich des Ortes befindet sich die byzantinische Burg von Anaktoropolis und etwas weiter westlich die antike Siedlung Oisyme. Zwischen Nea Peramos und Anaktoropolis erstreckt sich der Goldene Strand. Am nördlichen Ende der Stadt befindet sich der Hafen von Eleftheres und das Institut für Fischereiforschung. An der Südküste des Stadtbezirks befindet sich der Strand von Ammolofi und südwestlich die Halbinsel Vrasidas, die nach dem spartanischen Feldherrn Brasidas benannt wurde.
Die Stadt Nea Peramos wurde erst 1922 von Flüchtlingen aus Peramos von der Südküste des Marmarameeres gegründet. Es wurde zunächst Kalia Tsiflik (griechisch Καλιά Τσιφλίκ) genannt und erhielt 1925 seinen heutigen Namen.